# Kabinet-Orban (Roemenië)
Het kabinet-Orban was het interim-kabinet van Roemenië van 4 november 2019 tot 23 december 2020. Het stond onder leiding van Ludovic Orban. De regering werd gevormd door leden van de liberale PNL, de partij van president Klaus Johannis, en onafhankelijken. Deze regering, die binnen het parlement geen meerderheid had, zou aanblijven tot aan de parlementsverkiezingen van 2020.

## Vorming van het kabinet
Het kabinet kwam tot stand nadat de PSD-minderheidsregering onder leiding van Viorica Dăncilă met een motie van wantrouwen was weggestemd. President Klaus Johannis vroeg Ludovic Orban om een regering te vormen; deze werd met 244 stemmen in het parlement aangenomen. Het kabinet werd gesteund door de USR, PMP, ALDE (voormalig regeringspartner van het kabinet-Dăncilă) en UDMR. Enkele leden van PRO Roemenië stemden, tegen de zin van hun partijvoorzitter Victor Ponta, ook in met de regering. De PSD boycotte de stemming, in de hoop dat het aantal stemgerechtigden te laag werd. Desondanks stemden toch twee PSD-leden in met de vorming van deze regering. De stemming werd eveneens geboycot door de senaat- en parlementsvoorzitter, beide van PSD-huize.
Het kabinet trad aan op 4 november 2019. Een motie van wantrouwen vanuit PSD en UDMR, die gesteund werd door PRO Roemenië, maakte aan deze regering na drie maanden alweer een einde. Desondanks werd Ludovic Orban door president Johannis opnieuw naar voren geschoven om een nieuwe regering te vormen. Het constitutionele hof achtte het voordragen van Orban echter niet rechtmatig. De eerste stemming die de regering had moeten inaugureren werd uitgesteld omdat er te weinig parlementsleden kwamen opdagen. PSD, ALDE en PRO Roemenië boycotten de stemming. Vervolgens werd Minister van Financiën Florin Cîțu voorgedragen als premier. Cîțu zou waarschijnlijk afgewezen zijn door het parlement, waarna er vervroegde verkiezingen zouden volgen. Het constitutionele hof achtte vervroegde verkiezingen echter ook onrechtmatig, waarna Florin Cîțu zich vlak voor de stemming terugtrok. Orban werd wederom voorgedragen om - in het licht van de coronacrisis - het kabinet te blijven leiden. De PSD stemde hierin mee, PRO Roemenië niet. Enkele politici konden niet meestemmen omdat ze in zelf-quarantaine zaten.
Ten tijde van de coronacrisis stapte de minister van Gezondheidszorg op, nadat hij in een interview had beloofd dat iedere inwoner van hoofdstad Boekarest zou worden getest op het virus, terwijl dit volgens premier Orban logistiek onmogelijk uit te voeren was.
Na de parlementsverkiezingen van 2020 trad Ludovic Orban af als premier en werd zijn positie waargenomen door minister van Defensie Nicolae Ciucă. Twee weken daarna, op 23 december 2020, werd het kabinet opgevolgd door het kabinet-Cîțu.

## Samenstelling
Het kabinet bestond uit een premier en 17 ministers.
| Minister              | Ambt                             | Partij        | aangetreden     | afgetreden       |
| --------------------- | -------------------------------- | ------------- | --------------- | ---------------- |
| Ludovic Orban         | Premier                          | PNL           | 4 november 2019 | 7 december 2020  |
| Nicolae Ciucă         | Premier                          | PNL           | 7 december 2020 | 23 december 2020 |
| Raluca Turcan         | Vicepremier                      | PNL           | 4 november 2019 | 23 december 2020 |
| Ion Ștefan            | Minister van Ontwikkelingswerk   | PNL           | 4 november 2019 | 23 december 2020 |
| Nicolae Ciucă         | Minister van Defensie            | onafhankelijk | 4 november 2019 | 23 december 2020 |
| Florin Cîțu           | Minister van Financiën           | PNL           | 4 november 2019 | 23 december 2020 |
| Virgil-Daniel Popescu | Minister van Economie            | PNL           | 4 november 2019 | 23 december 2020 |
| Ioan-Marcel Boloș     | Minister van Europese Fondsen    | PNL           | 4 november 2019 | 23 december 2020 |
| Cătălin Predoiu       | Minister van Justitie            | PNL           | 4 november 2019 | 23 december 2020 |
| Marcel Vela           | Minister van Binnenlandse Zaken  | PNL           | 4 november 2019 | 23 december 2020 |
| Bogdan Aurescu        | Minister van Buitenlandse Zaken  | onafhankelijk | 4 november 2019 | 23 december 2020 |
| Lucian Bode           | Minister van Transport           | PNL           | 4 november 2019 | 23 december 2020 |
| Monica Anisie         | Minister van Onderwijs           | PNL           | 4 november 2019 | 23 december 2020 |
| Victor Costache       | Minister van Gezondheidszorg     | PNL           | 4 november 2019 | 26 maart 2020    |
| Nelu Tătaru           | Minister van Gezondheidszorg     | PNL           | 26 maart 2020   | 23 december 2020 |
| Violeta Alexandru     | Minister van Werkgelegenheid     | PNL           | 4 november 2019 | 23 december 2020 |
| Bogdan Gheorghiu      | Minister van Cultuur             | PNL           | 4 november 2019 | 23 december 2020 |
| Costel Alexe *        | Minister van Milieu              | PNL           | 4 november 2019 | 5 november 2020  |
| Mircea Fechet         | Minister van Milieu              | PNL           | 5 november 2020 | 23 december 2020 |
| Nechita-Adrian Oros   | Minister van Landbouw            | PNL           | 4 november 2019 | 23 december 2020 |
| Ionuț-Marian Stroe    | Minister van Sport en Jeugdzaken | PNL           | 4 november 2019 | 23 december 2020 |

- Na zijn ambtstermijn zou Costel Alexe vervolgd worden voor het aannemen van steekpenningen tijdens zijn ministerschap.[10]